# 梅津美葉
梅津 美葉（うめづ みよう、1974年5月21日 - ）は、神奈川県鎌倉市出身のヴァイオリニストである。

## 経歴
幼少時代
ヴァイオリニストの母・南美子の指導で3歳からヴァイオリンを始めた。バレエを習ったこともあった。小学校6年生の12歳の時にリサイタルを開いたという。1988年、鎌倉市立御成中学校2年生の時、全日本学生音楽コンクール東日本大会中学生の部で第2位を受賞した。中学時代から江藤俊哉に師事する。神奈川県立鎌倉高等学校に進学し、高校2年生の1991年、日本音楽コンクールで第1位を受賞した。1992年、鎌倉市政功労賞を受賞。
大学時代
1993年、桐朋学園大学音楽学部に進学した。1994年、アニメ映画「星空のバイオリン」でヴァイオリン演奏、響野ゆりえ役（声）として出演し、翌1995年、同タイトルのデビューCDをリリースした。1995年6月、ヘルマン・クレバースの知己を得て、以後クレバースの薫陶を受けた。
パリ留学
1996年10月、大学在学中にパリのエコールノルマル音楽院最上級演奏家ディプロマ過程（大学院）に留学し、1997年3月に卒業。
近年の活動
2000年3月、大学の同窓生らと弦楽アンサンブル「ル・エム（LE. M）」を結成、2001年7月、西村朗のヴァイオリン協奏曲第2番を初演するなど、パリと鎌倉に拠点を置き、演奏活動を行っている。演奏活動以外でも、2004年3月、FLASH誌にグラビア写真を掲載した。現在、洗足学園音楽大学講師を務めている。

## ディスコグラフィー
- シャコンヌ～星空のバイオリン（フィリップス、1995年4月、ピアノ：藤井一興、アンサンブル・フィオリータ）
  - マスネ：タイスの瞑想曲（マルシック編）
  - ブラームス：ハンガリー舞曲第5番
  - チャイコフスキー：メロディ
  - バッハ：シャコンヌ
  - エルガー：愛の挨拶
  - ショパン：ノクターン第20番（ミルシテイン編曲）
  - ヴィヴァルディ：「四季」より　「春」第1楽章、「冬」第2楽章
  - ドビュッシー：亜麻色の髪の乙女 （ハルトマン編曲）
- MAU（舞う～ダンス・コレクション）（BMGジャパン、1997年10月、ピアノ：ワルター・デラハント
  - ファリャ：スペイン民謡組曲（コハニスキ編）
「ムーアの織物」、「ナナ（子守歌）」、「カシオン（歌）」、「ポロ」、「アストゥリアーナ・ホタ」
  - ドビュッシー：ロマンティックなワルツ　
  - バルトーク：ルーマニア民族舞曲
  - 藤家渓子：アジアの雨のダンス、続アジアの雨のダンス
  - ポルディーニ：踊る人形
  - ラヴェル：ハバネラ形式の小品
  - クライスラー：シンコペーション
  - ブラームス：ハンガリー舞曲第1番、第3番
  - ショスタコーヴィチ：3つの幻想的舞曲
  - ドヴォルザーク：スラヴ舞曲第2番
  - サラサーテ：《スペイン舞曲集》より第5番「プレイエラ」、第6番「サパテアード」
  - ハチャトゥリアン：剣の舞
  - クライスラー：美しきロスマリン
- スプリング・ソナタ／Frühling（BMGジャパン、1999年3月、ピアノ：ワルター・デラハント）
  - ベートーヴェン：ヴァイオリン・ソナタ第5番「春」
  - ブラームス：ヴァイオリン・ソナタ第2番
  - フォーレ：ヴァイオリン・ソナタ第1番
- 秘密～マニの光・西村朗管弦楽作品集【西村朗作品集10】（カメラータ東京、2006年12月）
  - 西村朗：ヴァイオリン協奏曲第2番（秘密～マニの光）（2001年録音）